# Bảng gỗ Akhmim
Bảng gỗ Akhmim, còn được gọi là các bảng gỗ Cairo (Cairo Cat. 25367 and 25368), là hai bảng viết bằng gỗ từ thời Ai Cập cổ đại. Mỗi bảng được đo khoảng 18 nhân 10 inch (460 mm × 250 mm) và được phủ bằng thạch cao. Các bảng được ghi trên cả hai mặt. Các chữ tượng hình khắc trên bảng đầu tiên bao gồm một danh sách các công chức, theo sau là một văn bản toán học. Văn bản có niên đại đến năm 38 (lúc đầu được cho là từ năm 28) của triều đại của một vị vua không tên. Nói chung có niên đại giữa Vương quốc Trung cổ Ai Cập kết hợp với năm thịnh vượng cho thấy các bảng có thể có niên đại của triều đại thứ 12 của triều đại Senusret I, ca. Năm 1950 trước Công nguyên. Bảng thứ hai cũng liệt kê một số công chức và chứa nhiều văn bản toán học hơn nữa.
Các bảng hiện đang được lưu trữ tại Bảo tàng Cổ vật Ai Cập ở Cairo. Văn bản được Daressy báo cáo vào năm 1901 và sau đó được phân tích và xuất bản vào năm 1906.
Nửa đầu của bảng thể hiện chi tiết năm phép nhân của một hekat, một đơn vị thể tích được tạo thành từ 64 dja, nhân cho 1/3, 1/7, 1/10, 1/11 và 1/13. Các câu trả lời được viết bằng số nhị phân Eye of Horus và phân số Ai Cập còn lại chính xác, được chia tỷ lệ thành 1/320 có tên ro. Nửa sau của tài liệu đã chứng minh tính đúng đắn của năm câu trả lời phép chia bằng cách nhân số câu trả lời hai phần và phần còn lại với các số bị chia lần lượt (3, 7, 10, 11 và 13) của nó trả lại đơn vị ab initio hekat, 64/64.
Năm 2002, Hana Vymazalová đã có được một bản sao mới của văn bản từ Bảo tàng Cairo và xác nhận rằng tất cả năm câu trả lời gồm hai phần đã được kiểm tra chính xác bởi người ghi chép đã trả lại đơn vị 64/64 hekat. Lỗi đánh máy nhỏ trong bản sao của Daressy về hai vấn đề, chia dữ liệu cho 11 và 13, đã được sửa chữa tại thời điểm này. Bằng chứng cho thấy tất cả năm phép chia chính xác đã bị Daressy nghi ngờ nhưng không được chứng minh cho đến năm 1906.